# La Récompense
La Récompense est un film américain réalisé par Serge Bourguignon, sorti en 1965.

## Synopsis
Cinq hommes partent à cheval à la recherche d'un homme soupçonné d'un crime et dont la tête a été mise à prix. Une jeune femme l'accompagne dans sa fuite à travers le désert du Mexique.

## Fiche technique
- Titre : La Récompense
- Titre original : The Reward
- Réalisateur : Serge Bourguignon
- Assistants-réalisateurs : 1) Joseph E. Rickards / 2) Al Murphy
- Scénario : Serge Bourguignon et Oscar Millard d'après le roman Balade au soleil[1] de Michael Barrett
- Costumes : Moss Mabry
- Producteur : Aaron Rosenberg
- Société de production : Arcola Pictures
- Distributeur : 20th Century-Fox
- Musique : Elmer Bernstein
- Décors : Robert F. Boyle, Jack Martin Smith
- Son : Jack F. Lilly, Elmer Raguse
- Pays d'origine :  États-Unis
- Genre : Film dramatique ; Western
- Durée : 92 minutes
- Dates de sortie :
  -  États-Unis : 15 septembre 1965
  -  Allemagne de l'Ouest : 24 septembre 1965
  -  Australie : 27 janvier 1966
  -  France : 11 mai 1966
- Affiche : Raymond Elseviers (titre : La Rançon, Belgique)

## Distribution
- Max von Sydow : Scott Swenson
- Yvette Mimieux : Sylvia
- Efrem Zimbalist Jr. : Frank Bryant
- Gilbert Roland : Capt. Carbajal
- Emilio Fernández : Sgt. Lopez
- Nino Castelnuovo : Luis
- Henry Silva : Joaquin
- Rodolfo Acosta : Patron
- Julian Rivero (en) : El Viejo

## Anecdotes
- À la suite du triomphe de Cybèle ou Les dimanches de Ville-d'Avray, Serge Bourguignon eu une « totale liberté de création » pour réaliser The Reward, ainsi que des moyens assez importants (hélicoptère, grue Chapman etc.)[2]. Selon Axel Madsen (en) des Cahiers du cinéma, "si quelqu'un avait dit en 1955 qu'un jeune cinéaste français avec, comme tout bagage, quelques documentaires et un premier long métrage, allait faire un film de 3 millions de dollars pour la Fox avec une liberté que peut-être seuls Griffith et quelques autres sommités de la protohistoire ont connue, on l'aurait traité de fou ou de mauvais plaisant."[3]
- Darryl F. Zanuck, non satisfait de la fin du film, décida de la faire remonter de façon à suggérer un happy-end. Serge Bourguignon obtint toutefois le final-cut pour les versions destinées aux pays francophones ainsi qu'au Japon[4]. Le cinéaste a toujours revendiqué qu'il avait voulu faire une tragédie et non un western[5].
- Serge Bourguignon a tenu à tourner The Reward à Death Valley comme Stroheim l'avait fait pour Les rapaces, mais en plein été, au moment le plus chaud de l'année[6].
- Le film aurait dû être réalisé avant Cybèle ou Les dimanches de Ville-d'Avray au Mexique[2].
- Gilbert Roland, acteur célèbre pour sa petite moustache, aurait été contraint de la raser pour le film par Serge Bourguignon : "I want him to play without its protection. We have several fights over it. But we do it. We cut if off, step by step." (Je voulais qu'il joue sans cette protection. Nous avons quelques bagarres là-dessus. Mais nous le faisons. Nous la coupons, pas à pas.)[7]
- Yvette Mimieux n'est pas doublée pour la scène où elle doit tomber de son cheval. Par ailleurs, 11 prises auraient été nécessaires pour cette scène, de façon à vraiment faire ressentir l'état d'épuisement de l'actrice[7].
- Selon Guy Allombert, le plan final du film est "le plan le plus vaste du cinéma jamais tourné en une seule prise" en 1966. Partant d'un très gros plan du visage en larme d'Yvette Mimieux vers un très grand plan d'ensemble de Death Valley, ce plan aurait exigé 37 prises[8].
- Initialement, les acteurs Montgomery Clift et Paul Newman ont été envisagés par Bourguignon pour tenir respectivement les rôles de Carbajal et Swenson[9].